# Tanád
Tanád (938,9 m n. m.) je vrchol v centrální části Štiavnických vrchů, jihozápadně od centra Banské Štiavnice. Po Sitnu a sousedním Paradajsu je třetím nejvyšším vrcholem pohoří.

## Polohopis
Nachází se v centrální části pohoří, na východním okraji geomorfologického podcelku Hodrušská hornatina. Jižním směrem leží Štiavnické Bane, Banská Štiavnica je zhruba 1,5 km severovýchodně a na východním úpatí leží tajch Klinger. Severním směrem pokračuje horský hřeben vrchem Paradajs (938,9 m n. m.) a tyto téměř stejně vysoké hory vytvářejí západní okraj silně rozrušené kaldery Štiavnického vulkánu. Na západním úpatí leží Horní Hodrušský tajch, který odvádí vodu ze starých šachet do Hodrušského potoka, ale v současnosti slouží i jako zásobárna technické vody pro blízké sportovně-rekreační středisko.

## Přístup
Vrch Tanád patří do Chráněné krajinné oblasti Štiavnické vrchy a protože celá oblast Štiavnických vrchů je vybavena hustou sítí značených turistických stezek, je i tento vrch přístupný z více směrů. Blízkost Štiavnických Baní a Banské Štiavnice, coby městských památkových rezervací a lokalit na seznamu UNESCO, umožňuje snadnou dostupnost vrchu. Přístup po  červeně značené trase vede z rozcestí Červená studňa přes vrchol Paradajs, z jižního směru z rozcestí Farárova horka. Ze Štiavnických Baní vede z lokality Horní Roveň  žlutě značená trasa.